# Literał zbiorowy
Literał zbiorowy, to literał reprezentujący w kodzie źródłowym, konkretną wartość zbiorowego typu danych.
Wartości typu zbiorowego, wymieniają dosłownie elementy wchodzące w skład zbioru będącego wartością tego literału. W związku z powyższym, literał zbiorowy jest pewną listą wartości – literałów określonego typu bazowego – ujętą w określone w składni danego języka programowania ograniczniki. Ograniczniki te umożliwiają rozróżnienie literału zbiorowego od innych literałów czy też innych jednostek leksykalnych występujących w kodzie.
Z właściwości zbiorów wynika, że kolejność wymieniania elementów na liście wartości wchodzących w skład zbioru, nie ma znaczenia, np. wartości literałów zbiorowych: [styczeń, luty, marzec] i [marzec, luty, styczeń] są sobie równe.
Literały zbiorowe w językach programowania:
| język programowania | zapis literału                                                                           | zbiór pusty | separator listy | przykłady                        |
| ------------------- | ---------------------------------------------------------------------------------------- | ----------- | --------------- | -------------------------------- |
| Icon                | 'lista_znaków'                                                                           | ''          | brak            | wyłącznie zbiory znaków: 'abc'   |
| Modula 2            | - literał zbiorowy: typ_zbiorowy{lista_elementów} - BITSET: {lista_wartości_całkowitych} | {}          | przecinek ','   | - t_set{1, 2, 3} - {1, 3..5, 9}  |
| Pascal              | [lista_elementów]                                                                        | []          | przecinek ','   | [1, 2, 7], [pon, wt, sob, niedz] |